# Флаг Наровчатского района
Флаг Наровча́тского муниципального района Пензенской области Российской Федерации.

## Описание
«Флаг представляет собой прямоугольное полотнище с отношением ширины к длине 2:3, составленное из двух горизонтальных полос: голубой — в 5/7 полотнища и жёлтой — в 2/7; посередине голубой полосы вплотную к жёлтой изображена белая гора с двумя чёрными норами, на которую надет жёлтый лавровый венок».

## Обоснование символики
Флаг разработан с учётом герба Наровчатского района, который создан на основе герба города Наровчат Пензенского наместничества, Высочайше утверждённого 28 мая (8 июня) 1781 года. Подлинное описание исторического герба гласит:

Въ первой части щита гербъ Пензенскій. Во второй — въ голубомъ полѣ гора, на которой видны вновь зачатыя звѣриныя норы, означающія имя сего города.

Композиция флага также показывает находящуюся вблизи Наровчата гору Плоскую, внутри которой в разных направлениях ископаны пещеры общей длиной более 670 метров, расположенные в три яруса в виде сводчатых ходов-коридоров высотой до двух метров, шириной до одного метра. У подножия горы выбивается священный родник. Это место паломничества многочисленных туристов и православных верующих, так как с середины XVIII века и до 1917 года здесь располагался Пещерный монастырь.
Жёлтая полоса символизирует сельскохозяйственную направленность экономики района. Жёлтый цвет (золото) — символ урожая, богатства, стабильности, уважения и интеллекта.
Лавровый венок, венчающий гору, символизирует плеяду талантливых уроженцев Наровчатского района (ранее уезда) и его богатейшую историю. С территорией района связаны имена выдающихся деятелей отечественной истории, культуры и науки, писателей А. И. Куприна и Н. А. Афиногенова-Степного, поэта П. Д. Дружинина, выдающегося хорового дирижёра, композитора духовной музыки А. А. Архангельского, заслуженного деятеля науки РСФСР доктора филологических наук, основателя Древлехранилища Пушкинского Дома Академии наук СССР В. И. Малышева, художников Ф. В. Сычкова и П. С. Аниськина, русского оперного певца И. М. Скобцова и других.
Рождённые в российской глубинке, своим талантом они прославили Наровчатский край на века.
Белый цвет (серебро) — символ чистоты, совершенства, мира и взаимопонимания.
Голубой цвет — символ чести, благородства, духовности.
Чёрный цвет — символ скромности, мудрости, вечности бытия.